# Atentatul de la Westminster
Atentatul de la Westminster a fost un atac terorist care a avut loc pe 22 martie 2017 pe podul Westminster, în Piața Parlamentului și în perimetrul Palatului Westminster din centrul Londrei. Un bărbat a intrat cu mașina în oamenii care traversau Podul Westminster, apoi a atacat cu un cuțit un polițist de la Parlamentul britanic. Atacatorul a fost într-un final împușcat de forțele de ordine. 
Atacatorul se numește Khalid Masood, născut in UK sub numele de Adrian Elms intr-o familie interetnică: mamă britanică (17 ani), tatăl  probabil din Africa sub-sahariană (după poze). Mama îl creste singură pentru ca 2 ani mai târziu să se casatorească cu  Phillip Ajao (Nigeria). Va folosi toate cele trei nume de familie de-a lungul vieții. Are probleme grave „cu legea”  dela 19 ani  , ultima în 2003 când injunghie facial o persoană. Se convertește la islam și predă  limba engleză în Arabia Saudită, apoi revine in Marea Britanie. Are mai multi copii dintre care 3 cu soția musulmană.. 
Atentatele din Mare Britanie au readus în discuție imigrația islamică în Europa, respectiv  Regatul Unit.

## Desfășurarea atacului

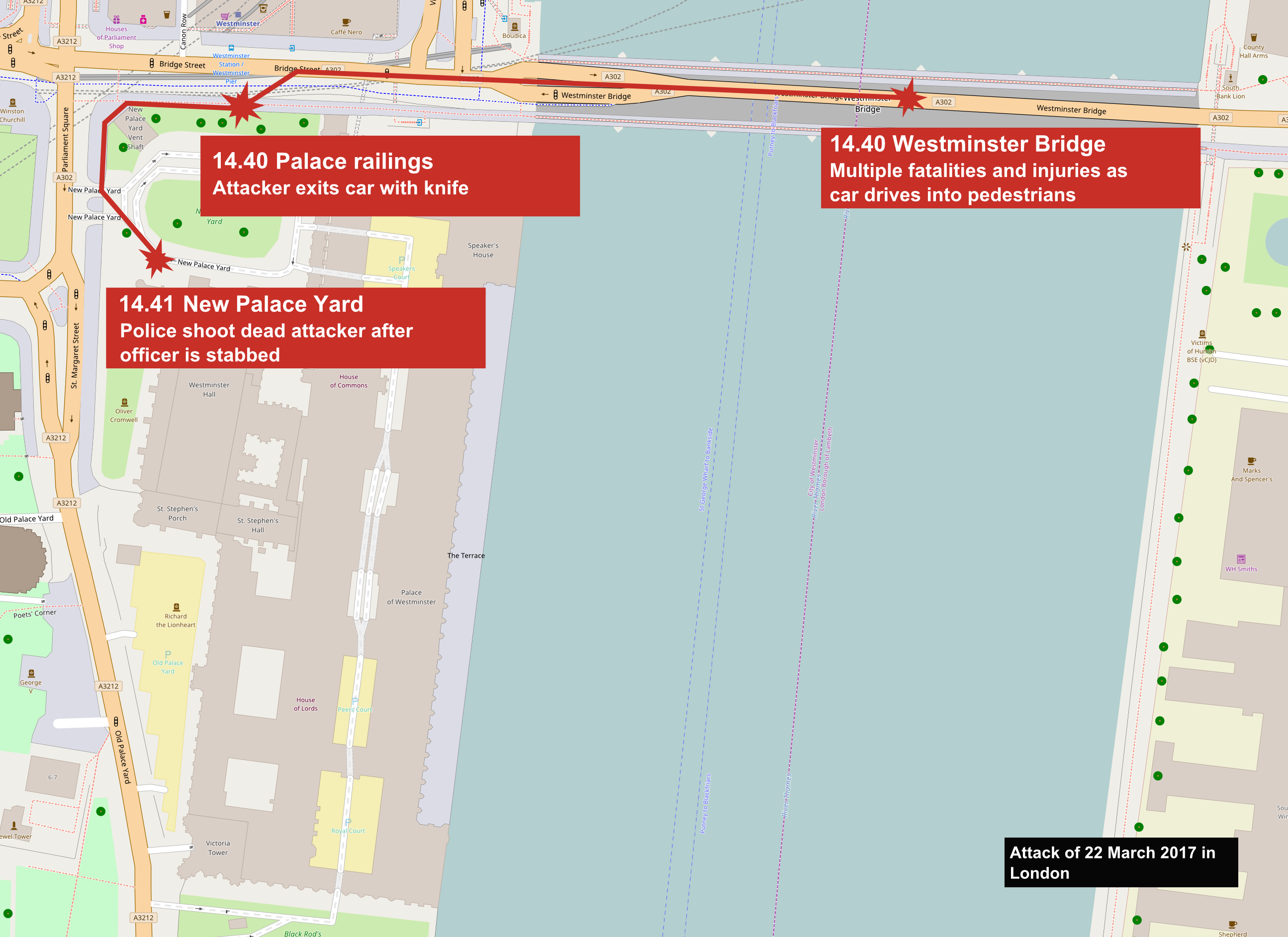
Fiecare etapă a atacului și drumul lui Masood prin Westminster

În jurul orei locale 14:40, un bărbat a lovit intenționat cu o mașină Hyundai i40 gri (inchiriată) un grup de aproximativ zece persoane care se afla pe podul Westminster, după care a izbit poarta metalică a Palatului Westminster. Potrivit presei britanice, o femeie a sărit în râul Tamisa pentru a scăpa de atac, mai târziu fiind identificată de autoritățile britanice ca fiind o româncă. Ea a fost scoasă din apă în viață (murind mai târziu). Atacatorul a încercat ulterior să intre în legislativul britanic, înarmat cu un cuțit, și a rănit un ofițer de poliție înainte să fie împușcat de forțele de ordine. Parlamentarii britanici au declarat că au auzit trei sau patru focuri de armă.

## Victime
| Naționalitate              | Morți | Răniți |
| -------------------------- | ----- | ------ |
| Regatul Unit               | 4*    | 12     |
| Statele Unite ale Americii | 1     | 1      |
| România                    | 1     | 1      |
| Australia                  | 0     | 1      |
| China                      | 0     | 1      |
| Franța                     | 0     | 3      |
| Grecia                     | 0     | 2      |
| Italia                     | 0     | 2      |
| Irlanda                    | 0     | 1      |
| Polonia                    | 0     | 1      |
| Portugalia                 | 0     | 1      |
| Coreea de Sud              | 0     | 5      |
| Nu este confirmat          | 0     | 17     |
| Total                      | 6*    | 49     |
| *Inclusiv teroristul       |       |        |

Șase oameni au murit, printre ei și atacatorul. O femeie a fost ucisă în atac, după cum a anunțat un medic de la Spitalul St. Thomas. Ofițerul de poliție înjunghiat în curtea Palatului Westminster a murit din cauza rănilor. Prim-ministrul francez Bernard Cazeneuve a confirmat că printre răniți se află și trei elevi francezi de la Liceul Sf. Iosif din Concarneau, Bretania. Răniți au fost și trei ofițeri de poliție, un cuplu de români, o turistă chineză și patru studenți de la Universitatea Edge Hill din Ormskirk.

## Reacții

### Naționale
Din cauza incidentului, sediul Parlamentului britanic a fost plasat în stare de alertă, sesiunea parlamentară fiind suspendată. Premierul Theresa May a fost evacuată din Parlament. Măsurile de securitate de la Palatul Buckingham au fost înăsprite, cu atât mai mult cu cât regina se afla în clădire la momentul atacului.
Circulația metroului în centrul capitalei Marii Britanii a fost oprită temporar.
Facebook a activat funcția „Safety Check”, pentru ca oamenii din zonă să-i anunțe pe apropiați că sunt teferi.

### Internaționale
- Prim-ministrul olandez Mark Rutte și-a exprimat șocul la vestea atacului. El a declarat că poporul britanic poate conta pe sprijinul olandezilor.[24]

## Atentate islamice similare
| - Atentatele din 7 iulie 2005 de la Londra - Omorul lui Lee Rigby (2013) | - Atentatul de la Nisa (2016) - Atentatul din Berlin (2016) |